# Paracycling-Straßenweltmeisterschaften
Die Paracycling-Straßenweltmeisterschaften sind die jährlich durch den Radsport-Weltverband UCI durchgeführten Welttitelkämpfe im Paracycling auf der Straße.

## Geschichte
Straßenradsport stand erstmals 1984 bei den Paralympischen Spielen im Programm. 1990 veranstaltete die Fédération Française Handisport Behindertensport-Weltmeisterschaften in Saint-Étienne, bei denen auch Radsport vertreten war. Weltmeisterschaften speziell für Paracycling richtete das Internationale Paralympische Komitee (IPC) erstmals 1994 aus. Diese fanden alle vier Jahre im Wechsel mit den Paralympischen Sommerspielen statt und umfassten Wettbewerbe auf Straße und Bahn. Die ersten drei Austragungen waren 1994 in Hasselt, 1998 in Colorado Springs und 2002 in Altenstadt.
2002 unterzeichneten IPC und UCI eine Vereinbarung zur Zusammenarbeit. Diese gipfelte darin, dass die UCI an ihrem Hauptquartier, dem Centre Mondial du Cyclisme in Aigle, die IPC-Paracycling-Weltmeisterschaften 2006 organisierte. Am Rande derselben vereinbarten IPC und UCI, die Verantwortung für Paracycling fortan der UCI zu übertragen; diese Vereinbarung wurde im Februar des Folgejahres formell verabschiedet. Folgerichtig standen die Weltmeisterschaften ab 2007 unter Aufsicht der UCI, die sie, wie alle UCI-Weltmeisterschaften, jährlich organisiert. Ausnahmen wurden zunächst für Jahre gemacht, in denen es Paralympische Sommerspiele gab.
Die Paracycling-Weltmeisterschaften 2007 in Bordeaux waren die ersten unter UCI-Aufsicht und umfassten weiterhin Wettbewerbe auf Straße und Bahn. Die Weltmeisterschaften 2009 waren vom 3. bis 13. September in Sevilla geplant, ebenfalls auf Straße und Bahn. Aus finanziellen Gründen mussten sie jedoch abgesagt und in zwei Veranstaltungen geteilt werden, wobei die Straßen-Wettbewerbe ans italienische Bogogno vergeben wurden. Die Paracycling-Weltmeisterschaften 2010 wiederum sollten sich vom 12. bis 22. August in Cali abspielen. Auch hier zerschlugen sich die Pläne; die Straßen-Wettbewerbe übernahm Baie-Comeau, während die Bahn-Wettbewerbe letztlich ausfielen. Die Paracycling-Straßenweltmeisterschaften 2010 waren auch die ersten, bei denen das heutige System von Leistungsklassen zum Einsatz kam.
In der Folge wurden die Paracycling-Weltmeisterschaften auf Bahn und Straße grundsätzlich getrennt vergeben. 2016 verkündete die UCI, die Straßen-Weltmeisterschaften künftig auch in Jahren mit Paralympischen Spielen durchzuführen. Die Corona-Pandemie vereitelte diese Pläne für 2020, die an Ostende vergebene Veranstaltung musste abgesagt werden. Die WM des Folgejahres wurde jedoch wie geplant durchgeführt, im selben Jahr wie letztlich die ebenfalls verschobenen Paralympischen Spiele von Tokio.
2023 waren die Weltmeisterschaften Teil der allgemeinen Radsport-Weltmeisterschaften 2023 in Glasgow, was sich in Zukunft alle vier Jahre wiederholen soll. 2024 in Zürich sind sie erstmals direkt mit der Straßen-WM der Elite integriert, nachdem sie 2011 schon in engem zeitlichen und räumlichen Zusammenhang in Dänemark abgehalten worden waren.

## Modus
Die Weltmeisterschaften finden in den Sommermonaten (Juni bis September) an jährlich wechselnden Orten statt. Auf dem Programm stehen Straßenrennen und Einzelzeitfahren, die in allen Leistungsklassen ausgefahren werden. Zusätzlich gibt es (seit 2009) eine Handbike-Staffel. Das Programm und die Qualifikationskriterien werden durch Artikel 9.2.062ff des UCI-Regelwerks bestimmt. Die Sieger der Weltmeisterschaften erhalten das Regenbogentrikot verliehen und dürfen (bzw. müssen) dieses ein Jahr lang bei allen Rennen tragen, allerdings nur in Austragungen desselben Wettbewerbs.
Die Athleten treten für ihre Nationalmannschaften an und werden dazu von ihren Verbänden benannt. Jeder Verband kann pro Leistungsklasse bis zu drei Athleten benennen; für zwei Athleten müssen Weltcup-Punkte vorgewiesen werden, und für drei Athleten ist ein Top-10-Ergebnis erforderlich. Zusätzlich ist der Titelverteidiger qualifiziert. Die gastgebende Nation darf stets ein komplettes Kontingent stellen.
Die Distanzen (in Kilometern) im Straßenrennen und im Einzelzeitfahren richten sich nach den allgemeinen Regeln im Paracycling.
| Klassen | Straßenrennen | Straßenrennen | Einzelzeitfahren | Einzelzeitfahren |
| Klassen | Männer        | Frauen        | Männer           | Frauen           |
| ------- | ------------- | ------------- | ---------------- | ---------------- |
| B       | 93–125        | 78–105        | 20–40            | 17–35            |
| C4–C5   | 75–100        | 60–80         | 17–35            | 15–30            |
| C3      | 60–80         | 48–65         | 17–35            | 12–25            |
| C1–C2   | 60–80         | 48–65         | 15–30            | 12–25            |
| H4–H5   | 60–80         | 52–70         | 17–35            | 15–30            |
| H3      | 60–80         | 52–70         | 17–35            | 10–20            |
| H1–H2   | 30–60         | 25–50         | 12–25            | 10–20            |
| T1–T2   | 30–40         | 26–35         | 12–25            | 10–20            |

Bis zu einer Regeländerung Ende 2012 galt die so genannte Minus-Eins-Regel: In Wettbewerben mit weniger als vier Teilnehmern wurde eine Medaille weniger als Teilnehmer ausgegeben.

## Austragungsorte
| Datum                       | Jahr | Land                   | Stadt                |
| --------------------------- | ---- | ---------------------- | -------------------- |
| 8. bis 18. September        | 2006 | Schweiz                | Aigle                |
| 19. bis 27. August          | 2007 | Frankreich             | Bordeaux             |
|                             | 2008 | keine Austragung       |                      |
| 8. bis 13. September        | 2009 | Italien                | Bogogno              |
| 17. bis 22. August          | 2010 | Kanada                 | Baie-Comeau          |
| 8. bis 11. September        | 2011 | Dänemark               | Roskilde             |
|                             | 2012 | keine Austragung       |                      |
| 29. August bis 1. September | 2013 | Kanada                 | Baie-Comeau          |
| 28. August bis 1. September | 2014 | Vereinigte Staaten     | Greenville           |
| 28. Juli bis 2. August      | 2015 | Schweiz                | Nottwil              |
|                             | 2016 | keine Austragung       |                      |
| 31. August bis 3. September | 2017 | Südafrika              | Pietermaritzburg     |
| 2. August bis 5. August     | 2018 | Italien                | Maniago              |
| 12. bis 15. September       | 2019 | Niederlande            | Emmen                |
|                             | 2020 | keine Austragung       |                      |
| 9. bis 13. Juni             | 2021 | Portugal               | Cascais              |
| 11. bis 14. August          | 2022 | Kanada                 | Baie-Comeau          |
| 9. bis 13. August           | 2023 | Vereinigtes Königreich | Dumfries und Glasgow |
| 21. bis 29. September       | 2024 | Schweiz                | Zürich               |